# Eucereon leopardinum
Eucereon leopardinum là một loài bướm đêm thuộc phân họ Arctiinae, họ Erebidae.